# Marco Claudio Marcello
Marco Claudio Marcello (in latino Marcus Claudius Marcellus; ante 268 a.C. – Venosa, 208 a.C.) è stato un politico e generale romano, console per cinque volte, vincitore dei Galli Insubri (si dice che avesse ucciso di sua mano Viridomaro), militò durante la seconda guerra punica, dirigendo la ripresa di Roma dopo la disfatta di Canne. Soprannominato la "spada di Roma", fu il conquistatore di Siracusa (durante l'assalto alla città perì lo scienziato Archimede), guadagnando ai Romani il possesso della Sicilia.
Venne ucciso nel 208 a.C. durante uno scontro con reparti di cavalleria cartaginese di Annibale nei pressi di Venosa.

## Biografia

### Origini famigliari
Claudio Marcello faceva parte del ramo patrizio della gens Claudia e della familia dei Marcelli.

### Guerra contro i Galli Insubri (222 a.C.)
Nel suo primo consolato (222 a.C.) fu occupato con il suo collega Gneo Cornelio Scipione Calvo, zio dell'Africano, nella guerra contro i Galli Insubri. Fu impegnato nell'assedio della piazzaforte insubre di Acerrae (presso Pizzighettone) ed a Clastidium (Casteggio) trionfò ottenendo le spoliae opimae: il massimo onore per un generale romano, conseguito per la terza ed ultima volta nella storia romana con l'uccisione durante un duello di Viridomaro (o Virdumaro). Il suo successo venne celebrato da Nevio nella pretesta intitolata Clastidium.
Marcello ebbe l'onore del trionfo, che viene ricordato nei Fasti triumphales capitolini con le seguenti parole:
COS. DE GALLEIS INSUBRIBUS ET GERMAN

K. MART. ISQUE SPOLIA OPIMA RETTULIT

REGE HOSTIUM VIRDUMARO AD CLASTIDIUM

INTERFECTO»
(Inscriptiones Italiae, XIII, I, Ib)
Insieme al collega Scipione Calvo assediò e prese infine Mediolanum (Milano), capitale insubre, ponendo fine alla guerra.

### Guerra in Campania (216-215 a.C.)

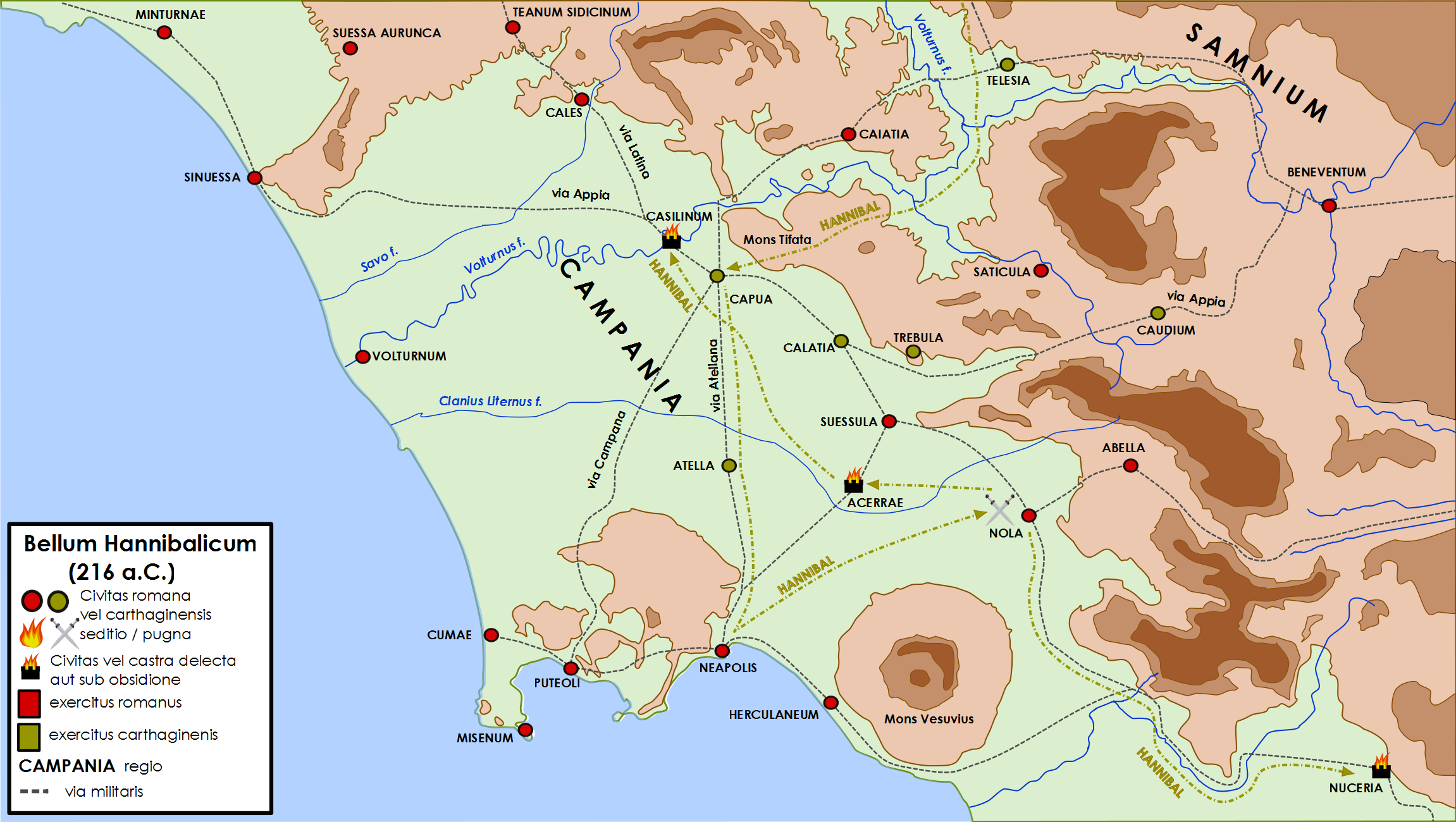
Campagna di Annibale in Campania 216 a.C. dopo la battaglia di Canne

Nel corso della prima guerra punica aveva militato contro Amilcare Barca in Sicilia. Nel 216 a.C., durante la seconda guerra punica, dopo la disastrosa sconfitta a Canne, prese il comando di ciò che rimaneva dell'Esercito Romano a Canusium. Benché non riuscisse ad evitare la caduta di Capua, protesse efficacemente Nola e la Campania meridionale. Alla fine del 216 a.C. organizzò a Roma i Ludi Plebeii per tre volte. All'inizio dell'anno successivo (215 a.C.), tornò in Campania, dopo che era stato eletto Proconsole; allo stesso vennero affidate le due nuove Legioni urbane, che furono prima convocate a Cales e poi trasferite nell'accampamento sopra Suessula. Poiché il Console designato L. Postumio Albino era stato ucciso poco prima dell'inizio del nuovo anno consolare, i Senatori attendevano che l'altro Console indicesse i Comizi Centuriati per scegliere il collega, ma quando si accorsero che Marcello, che essi volevano creare Console per quell'anno in virtù delle felici imprese condotte l'anno precedente, veniva allontanato da Roma, nella Curia si levò un fremito di protesta. Il Console Tiberio Sempronio Gracco, allora, preferì sospendere i comizi in attesa che Marcello tornasse in città.
Rientrato quest'ultimo a Roma, vennero indette nuove elezioni e Marcello fu facilmente eletto Console al posto di Lucio Postumio Albino, ma poiché gli auguri dichiararono che nell'elezione vi era stato un vizio di forma e che mai prima di allora erano stati eletti due Consoli Plebei, Marcello rinunciò alla carica e il suo posto venne preso da Quinto Fabio Massimo Verrucoso. A Marcello venne affidato nuovamente l'Esercito che stava a difesa di Nola, presso Suessula, come proconsole.
Marcello vinse in combattimento, a Nola (215 a.C.), l'Esercito di Annibale, dando così ai Romani una speranza migliore per l'esito finale della guerra.

### Guerra in Sicilia (214-212 a.C.)

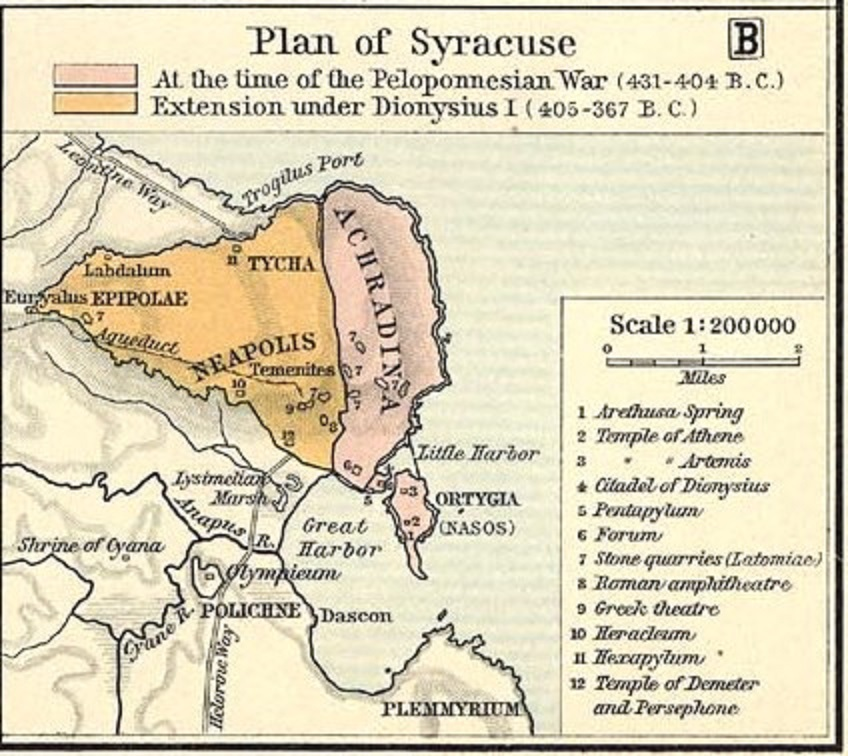
Mappa dell'antica Siracusa (Syrakousai)

Nel 214 a.C. fu inviato in Sicilia come console durante la sommossa dei Siracusani. Attaccò Leontini ed assediò Siracusa, ma l'abilità inventiva di Archimede contribuì a più riprese a respingere gli attacchi portati dalle truppe romane contro la città. Dopo un assedio durato due anni (in cui gli venne per due volte confermato il comando come proconsole) l'esercito romano riuscì ad aprirsi il varco nella città, catturandola nel 212 a.C. nonostante l'arrivo di rinforzi cartaginesi. All'alba, infatti, forzato l'Esapilo, Marcello, entrato in città con tutto l'esercito, spinse ciascuno a prendere le armi e portare aiuto alla città ormai occupata. Epicide dall'Isola, che i Siracusani chiamano Naso, partì con marcia veloce in direzione degli scontri, convinto di poter ricacciare i Romani. Ma quando incontrò i cittadini spaventati, li rimproverò di accrescere la confusione. E quando vide che i luoghi intorno all'Epipoli erano pieni di soldati romani, fece retrocedere i suoi verso l'Acradina.
(Livio, XXV, 24.11.)
E per evitare che l'intera città fosse data alle fiamme, ricordandone l'antica gloria, prima di muovere le insegne verso l'Acradina, mandò avanti quei Siracusani che in precedenza si erano uniti ai presidi romani, affinché con discorsi calmi e moderati, convincessero i Siracusani tutti, alla resa. Plutarco ci descrive Marcello come un amante della lingua e della cultura greca e ci riferisce il suo dispiacere nel lasciare che i propri soldati saccheggiassero Siracusa.
Marcello risparmiò le vite di gran parte degli abitanti ordinando ai suoi soldati di non ucciderli. Nonostante ciò, Archimede morì erroneamente per mano di un soldato. Plutarco ci riferisce che dopo l'uccisione del grande matematico siracusano, Marcello, il quale non aveva dato l'ordine di ucciderlo, deplorò l'assassinio: "distolse lo sguardo dall'uccisore di Archimede come da un sacrilego", in seguito il soldato venne ucciso per squartamento. Poco dopo Marcello ottenne una nuova vittoria nei pressi del fiume Imera contro le forze congiunte greco-puniche di Epicide, Annone e Muttine. Questa fu l'ultima battaglia di Marcello in Sicilia.
All'inizio del 211 a.C. il senato romano deliberò per Marcello di prorogargli il comando come proconsole, affinché conducesse a termine la guerra in Sicilia al comando del suo vecchio esercito. Nel caso poi avesse avuto bisogno di nuovi rinforzi, gli era concesso di sottrarli alle legioni che il propretore Publio Cornelio Lentulo comandava in Sicilia, a condizione che non scegliesse alcun soldato fra quelli a cui il senato aveva rifiutato il congedo e il ritorno in patria, prima che terminasse la guerra.
Alla fine dell'estate del 211 a.C., fu accolto dal pretore Gaio Calpurnio Pisone e dal senato, radunato nel tempio di Bellona a Roma. Qui, dopo aver fatto un rapporto sull'intera campagna militare che aveva portato alla resa di Siracusa ed avere in modo garbato protestato per il fatto di non aver avuto il permesso di condurre in patria l'esercito, chiese che gli fosse concesso il trionfo, ma non l'ottenne. Attorno a tale decisione ci fu un'ampia discussione tra coloro che erano favorevoli e quelli che invece erano contrari, in quanto sostenevano che Marcello non avesse ancora concluso la guerra. Parve opportuno decidere per un provvedimento intermedio. A Marcello, avendo portato nella capitale anche una grande quantità di tesori d'arte, venne concessa un'ovazione. Si trattava del primo caso di una pratica diventata comune in séguito. 
(Livio, XXVI, 21.5-6.)
Tra i tesori vi era anche il famoso planetario di Archimede di cui si persero tracce certe negli anni successivi.

### Ribatte alle accuse mossegli dai Siciliani (210 a.C.)

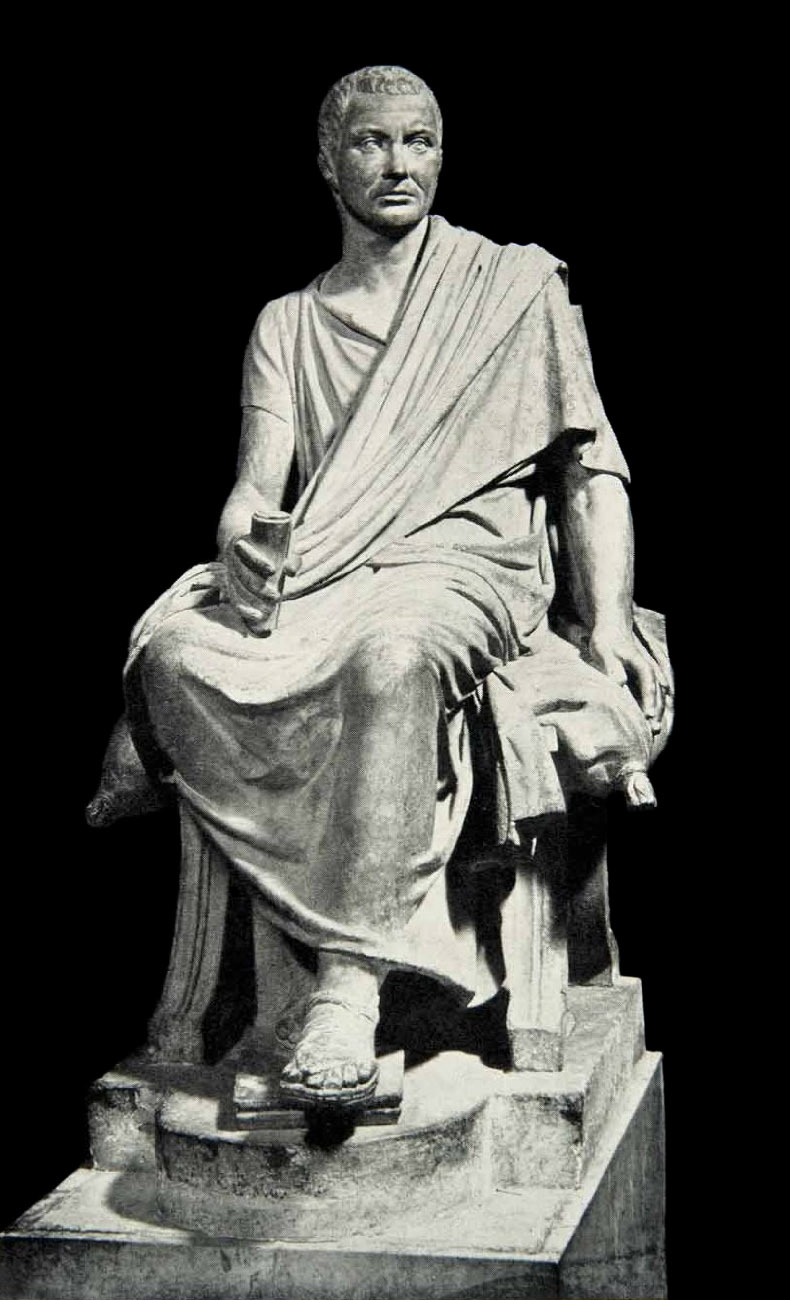
Statua raffigurante il console Marco Claudio Marcello, conquistatore di Siracusa, conservata presso i Musei Capitolini a Roma.

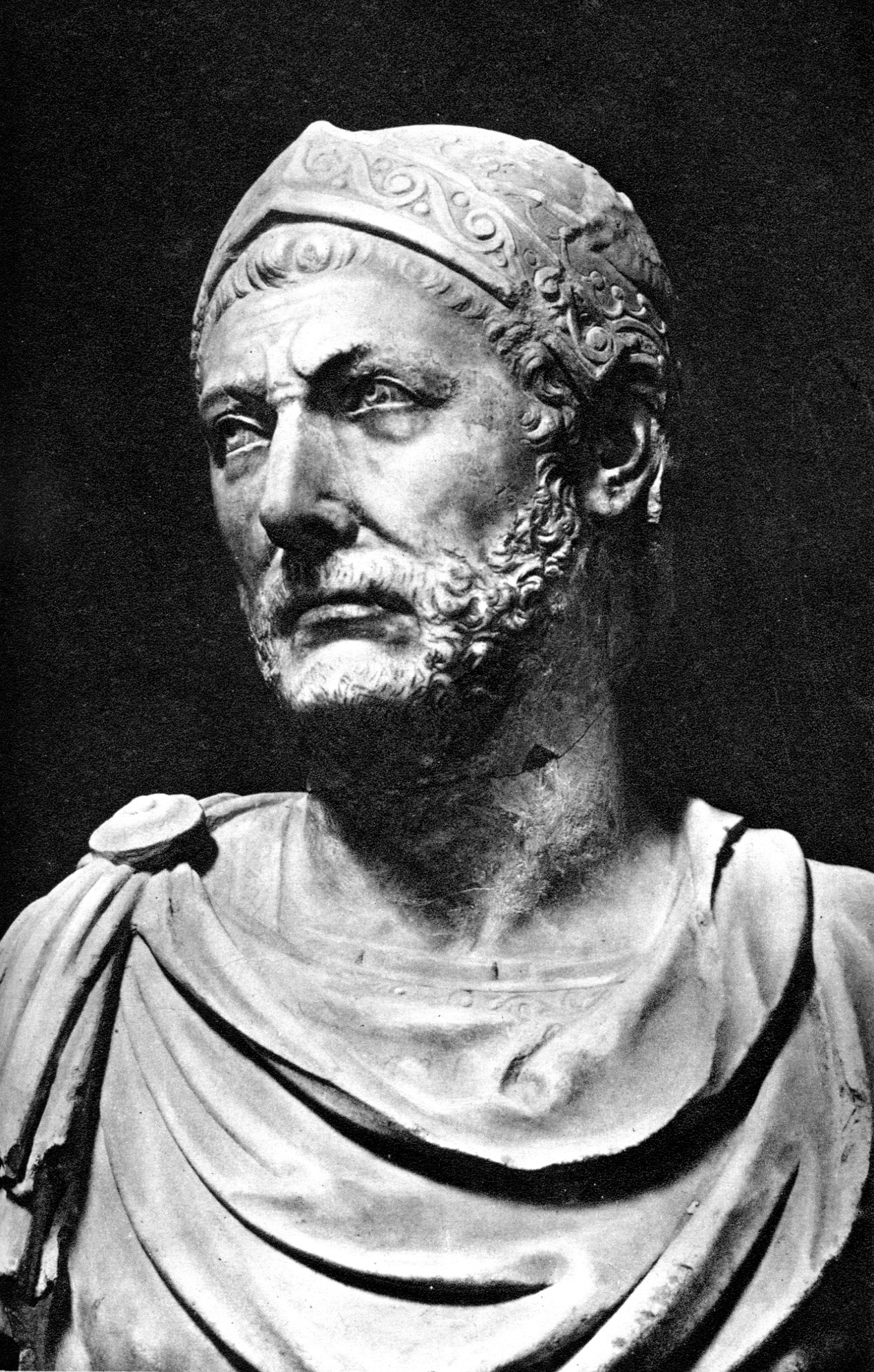
Busto di Annibale (Museo Archeologico Nazionale di Napoli), uno dei maggiori strateghi della storia antica con il quale Marcello combatté diverse volte fino alla morte dello stesso Marcello

Claudio Marcello venne eletto nuovamente console per il 210 a.C. insieme a Marco Valerio Levino. Quando alle idi di marzo di quell'anno ne assunse la carica, si diresse in senato in omaggio alla consuetudine, dichiarando che poiché il collega Marco Valerio Levino era assente (si trovava ancora lungo il fronte macedonico), non avrebbe trattato alcun argomento che riguardasse la Res publica o le province. Egli sapeva che molti Siciliani si trovavano nei pressi di Roma, ospitati nelle ville dei suoi avversari politici. Egli poi non avrebbe tollerato di trattare altra questione, se non quella dei Siciliani, una volta che fossero stati introdotti in senato. L'interruzione dei lavori in senato, alimentò però il mormorio della gente che protestava contro la lunghezza della guerra e criticava ambedue i consoli eletti, giudicandoli uomini troppo irrequieti e bellicosi.
Tito Livio racconta che Marco Cornelio Cetego, il pretore succeduto a Marcello in Sicilia, aveva raccolto un gran numero di persone a Roma, per protestare contro il suo avversario Marcello e riempirlo di false denunce. Affermava, inoltre, che la guerra in Sicilia durava ancora, sempre per gettare discredito su Marcello. Quest'ultimo seppe dimostrare un grande dominio di sé.
E mentre questi fatti accadevano, nella notte precedente la festa dei Quinquatri scoppiò un incendio intorno al Foro romano in più punti. Furono incendiate le carceri, il mercato del pesce e l'atrio della Regia. Il tempio di Vesta venne a fatica salvato, grazie soprattutto a tredici schiavi, che furono subito dopo riscattati a spese pubbliche e liberati. L'incendio continuò notte e giorno e non vi fu alcun dubbio che non fosse stato doloso, considerando che il fuoco era stato appiccato contemporaneamente in più luoghi diversi. Marcello, su invito del senato, dichiarò pubblicamente che chi avesse denunciato chi aveva appiccato il fuoco avrebbe avuto in premio, se libero, del denaro, se schiavo, la libertà. Fu allora che un servo della famiglia campana dei Calavii, di nome Manus, denunciò i suoi padroni e cinque giovani nobili di Capua, i cui genitori erano stati decapitati da Q. Fulvio. Furono prima gettati in carcere e, dopo un regolare processo nel quale tutti confessarono, furono giustiziati. All'accusatore che li aveva denunciati venne donata la libertà oltre ad un premio di ventimila assi.
Nel sorteggio delle province, ricevette la Sicilia, ma fece scambio col collega Levino, dopo un'ampia discussione avvenuta in Senato, dopo aver sentito anche le dirette lamentele dei Siracusani che alla fine si scusarono e furono perdonati dal console in carica.
(Livio, XXVI, 32.7-8.)
Ottenne così alla fine l'Italia, con l'incarico di condurre la guerra contro Annibale.

### Guerra in Apulia (210 a.C.)
Sempre nel 210 a.C., Tito Livio racconta che, una volta reclutato l'esercito, si iniziò a procedere all'arruolamento dei rematori delle flotte. Tuttavia, poiché non vi erano né uomini a sufficienza per la marina, né vi era sufficiente denaro nelle casse dello stato per procurarsi i rematori e stipendiarli, i consoli decretarono che fossero i cittadini privati, in proporzione alle loro possibilità ed alla classe sociale di appartenenza, a stipendiare i rematori e fornire loro il necessario vettovagliamento per trenta giorni. Questa imposizione fece nascere fra i cittadini una ribellione che solo grazie all'intervento dei consoli venne sedata. I consoli, infatti, proposero che l'intera classe dirigente senatoriale desse l'esempio, tassandosi per primi. Alla proposta dei consoli, tutti acconsentirono con grande ardore. Sciolto quindi il senato, ciascuno, secondo le sue sostanze, portò all'erario oro, argento e somme di denaro, facendo a gara tra loro a chi sarebbe stato segnato nei pubblici registri tra i primi, tanto che non bastarono né i triumviri per ricevere i doni, né gli scrivani per registrare i nomi. All'esempio dell'ordine equestre, seguì quello dell'intero popolo di Roma. E così, senza decreti, senza alcun obbligo da parte dei magistrati, la repubblica ebbe i necessari rematori supplementari. Alla fine, concluso ogni preparativo di guerra, i consoli partirono per le rispettive province.

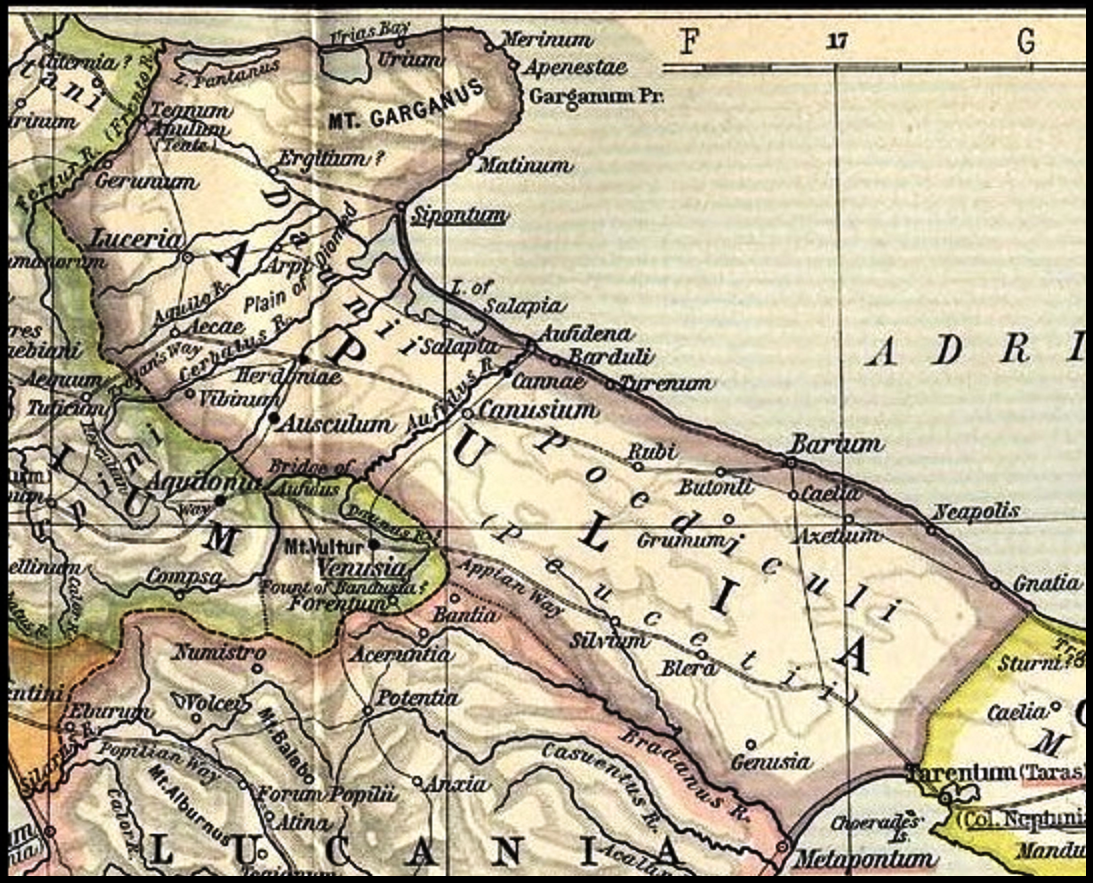
Apulia romana, teatro degli ultimi scontri di Marcello contro Annibale

La guerra che seguì vide da parte di Marcello, la presa di Salapia in Apulia (210 a.C.), che si era rivoltata a favore di Annibale. Catturò la città con l'aiuto della fazione romana là presente e annientò la guarnigione numida. Tito Livio scrive:
(Livio, XXVI, 38.14.)
Credendo poi che Annibale stesse ripiegando verso la Calabria (il Bruttium), i due eserciti romani mossero verso i Sanniti, che subito abbandonarono ogni idea di secessione, e vi strapparono con la forza le città di Marmoree e di Mele, dove furono sconfitti circa 3.000 soldati di Annibale, che vi erano stati lasciati come guarnigione. L'occupazione di queste due città produsse, non solo un ricco bottino che fu lasciato ai soldati, ma anche duecentoquarantamila moggi di grano e centodiecimila di orzo. Purtroppo la gioia di queste conquiste fu annullata dalla grave sconfitta subita dai Romani di lì a pochi giorni, non lontano dalla città di Erdonia.
Lo stesso proconsole, Gneo Fulvio Centumalo Massimo, cadde insieme ad undici tribuni militari. Livio afferma di non essere certo di «quante migliaia di soldati siano state trucidate in quella battaglia», ricordando che alcuni storici parlavano, chi di 13.000 e chi di non più di 7.000. Annibale alla fine riuscì ad impadronirsi anche degli accampamenti e del loro bottino. Poi preferì dare alla fiamme Erdonea, trasferendo i suoi abitanti a Metaponto e Turii, poiché era venuto a sapere che quella città sarebbe passata ai Romani una volta che si fosse allontanato dalla stessa. Intanto i Romani che si erano salvati dalla grave disfatta, riuscirono a raggiungere nel Sannio il console Marcello. Quest'ultimo, che non era per nulla spaventato dalla grande disfatta subita dal proconsole, scrisse una lettera al senato informandolo della morte di Gneo Fulvio e della perdita della città Erdonea. Comunicò quindi che si sarebbe diretto contro Annibale, ricordando loro di essere stato in passato quello che era riuscito a battere il condottiero cartaginese, subito dopo la battaglia di Canne. Egli non aveva nessuna intenzione di dargli tregua e di concedergli il tempo di esultare per la vittoria appena conseguita. A Roma purtroppo però si temeva il peggio.
Marcello passò dal Sannio in Lucania e pose il campo in una zona pianeggiante nei pressi di Numistrone, proprio di fronte ad Annibale che occupava un colle. Lo scontro avvenuto nei pressi di questa cittadina non vide alcun vincitore. Il giorno seguente, i Romani preferirono raccogliere le spoglie dei loro morti, radunandole in un unico posto e poi dando loro fuoco. La notte seguente, nel silenzio più totale, Annibale mosse il campo e si incamminò all'insaputa dei Romani verso l'Apulia. Quando Marcello si accorse che il nemici era fuggito, lasciò i feriti a Numistrone con un modesto presidio, e si incamminò per inseguire il Cartaginese. Lo raggiunse presso Venosa, dove per diversi giorni i due schieramenti si affrontarono più che altro in scaramucce, non tanto in vere e proprie battaglie. Secondo Livio gli scontri furono disordinati e quasi tutti favorevoli ai Romani. Poi i due eserciti vennero condotti attraverso l'Apulia senza che avvenisse alcun combattimento degno di nota, in quanto Annibale muoveva il campo di notte, mentre Marcello lo inseguiva in pieno giorno e dopo aver fatto le dovute ricognizioni.
Giunta ormai l'estate del 210 a.C., era ormai prossimo il periodo per tenere i comizi per l'elezione dei consoli. A Marcello spettava il compito di indire le nuove elezione, come console anziano, ma egli con una lettera aveva risposto al Senato che lo richiamava, ritenendo che fosse dannoso alla repubblica allontanarsi da Annibale, ora che gli era appresso e lo incalzava costantemente, mentre il Cartaginese si ritraeva e rifiutava la battaglia. Il Senato, una volta ricevuta la missiva, si trovò ad affrontare la questione in uno stato di perplessità ed incertezza, dovendo valutare se fosse meglio richiamare dalla guerra un console impegnato in un'impresa tanto difficile oppure se rinunciare ad avere dei nuovi consoli per l'anno 209 a.C.. Alla fine la miglior soluzione fu quella di richiamare dalla Sicilia il console Marco Valerio Levino, anche se si trovava fuori dell'Italia. Il Senato ordinò al pretore urbano Lucio Manlio di inviare una lettera a Valerio, unitamente a quella inviata da Marcello al Senato, affinché lo stesso fosse informato sulle ragioni che avevano portato a richiamarlo dalla provincia al posto del collega più anziano.

### Ritorno a Roma (fine del 210 a.C.)
Tito Livio racconta che, dopo che il console Marco Valerio Levino era prima tornato a Roma e poi ripartito d'urgenza alla volta della sua provincia di Sicilia, poiché si temeva un'invasione dell'isola da parte dei Cartaginesi, i Senatori si trovarono costretti a convocare Marcello a Roma, affinché eleggesse il dittatore indicato dal popolo, vale a dire Quinto Fulvio, che a quel tempo si trovava presso Capua. Marcello tornato a Roma, elesse Fulvio, il quale, per delibera della plebe, nominò come magister equitum il pontefice massimo Publio Licinio Crasso.

### La morte (209 a.C.)
A Marcello venne prorogato il comando in qualità di proconsole nel 209 a.C.. Egli attaccò Annibale nelle campagne di Strapellum vicino a Venusia e dopo una battaglia disperata si ritirò nella città. Fu per questo accusato di comando carente e dovette lasciare l'esercito per difendersi a Roma.
Nel suo ultimo consolato (208 a.C.), mentre era in ricognizione con il suo collega Tito Quinzio Peno Capitolino Crispino nei pressi di Venusia, i Romani furono attaccati di sorpresa e Marcello rimase ucciso. Polibio criticò fortemente l'imprudente comportamento di Marcello in occasione della sua morte, anche perché "poco prima il console aveva trascurato gli auspici sfavorevoli, rendendosi così colpevole di un’empietà che gli costò la vita".
Annibale fece cremare il suo corpo, depose le ceneri in un'urna d'argento e le restituì al figlio.
Nonostante tutto, a Venosa (PZ), si crede ancora che il suo corpo sia seppellito in un antico tumulo romano, chiamato appunto, "Tomba di Marcello". Nello stesso tempo anche a Strongoli (KR), ovvero il municipio romano di Petelia, una tradizione locale vuole che un mausoleo della  prima metà del II sec. d.C. - noto come Pietra del Tesauro - sia la Tomba del Console Marcello; quest'ultima ipotesi ha origine da una errata interpretazione del testo di Plutarco che racconta della vita di Claudio Marcello e della sua morte.
I suoi successi furono esaltati da Tito Livio, il quale spesso lo appellò meritatamente: la spada di Roma. Di lui Scullard scrive che «Roma perse uno dei suoi migliori comandanti; sarebbe stato difficile sostituire l'energia e l'impeto di Marcello, l'unico che sembrava in grado di battersi con Annibale».
Claudio Marcello è il più antico personaggio romano del quale ci sia giunto un ritratto incontrovertibile, su una moneta coniata da un suo discendente nel 42 a.C.